# محمد حنکوش
محمد حنکوش (انگلیسی: Mohamed Henkouche؛ زادهٔ ۲۰ فوریهٔ ۱۹۴۸) بازیکن و مربی فوتبال اهل الجزایر بود.
وی همچنین در تیم ملی فوتبال الجزایر بازی کرده‌است.